# Joezjnyeiland
Joezjnyeiland (Russisch: остров Южный; ostrov Joezjny; "Zuidereiland") is het zuidereiland van de Russische eilandenarchipel Nova Zembla. Het bevindt zich tussen 70 en 73 graden noorderbreedte, op de grens van de Barentszzee in het westen en de Karazee in het oosten en wordt gescheiden van het noordelijkere Severnyeiland door de 2 tot 3 kilometer brede zeestraat Matotsjkin Sjar. Het eiland loopt in een kromme boog vanuit het noordoosten naar het zuidwesten en vervolgens weer naar het zuidoosten. Met een oppervlakte van 33.275 km² (iets groter dan België) beslaat het ongeveer 40% van de landmassa en vormt het het op twee na grootste eiland van Rusland na Sachalin en Severnyeiland (naar grootte 41e eiland van de wereld). Het eiland vormt samen met Vajgatsj en Severnyeiland onderdeel van de verlenging van het Oeralgebergte. Het wordt gescheiden van het zuidoostelijker gelegen eiland Vajgatsj door de ongeveer 50 kilometer brede Karische Poort. Aan zuidwestzijde bevindt zich het eiland Mezjdoesjarski, dat van het eiland wordt gescheiden door de zeestraat Kostin Sjar. In tegenstelling tot het noordereiland is Joezjnyeiland niet vergletsjerd en wordt gedomineerd door toendrabegroeiing. Ook bevinden zich er een aantal grote vogelkolonies.

## Menselijke activiteiten
Net als op Severnyeiland verrezen ook op Joezjnyeiland vanaf de late 19e, begin 20e eeuw een aantal poolstations. Malye Karmakoely aan de westkust was in 1896 het eerste reguliere weerstation van Rusland (en het tweede van de wereld) en vormde een tijdlang de hoofdplaats van de archipel. Later werd Beloesja Goeba de hoofdplaats.
Het eiland werd in 1877 door de Russen bevolkt met een groep Nenetsen, om zo claims op de archipel door de Noren voor te zijn. In 1954 werden twee gebieden op Joezjnyeiland aangewezen als testterrein voor kernproeven: Matotsjkin Sjar (Zone 2) aan de noordzijde en Soechoj Nos (Zone 1) aan de zuidwestzijde. Het eerste terrein had haar commandocentrum in het dorp Severny en het tweede in de hoofdplaats Beloesjaja Goeba, waar in de buurt ook de Vliegbasis Rogatsjovo werd opgericht voor logistieke ondersteuning en met name voor onderscheppingsvluchten. De bestaande Nenetsische plaatsen werden in 1955 opgeheven en de bevolking werd geconcentreerd in het kamp Lagernoje aan de noordoever van de Matotsjkin Sjar, waarvandaan ze in november 1957 werden gedeporteerd naar het vasteland (Archangelsk, Amderma en Varnek op Kolgoejev).
Sinds de val van de Sovjet-Unie is de bevolking sterk gedaald. De kernproeven werden aanvankelijk in 1990 stopgezet, maar sinds 1998 worden door RosAtom bij Zone 2 elk najaar subkritische hydronucleaire testen gedaan. Een honderdtal Nenetsen leeft sinds de val van de Sovjet-Unie weer op het eiland.